# فورسام (سکس گروهی)

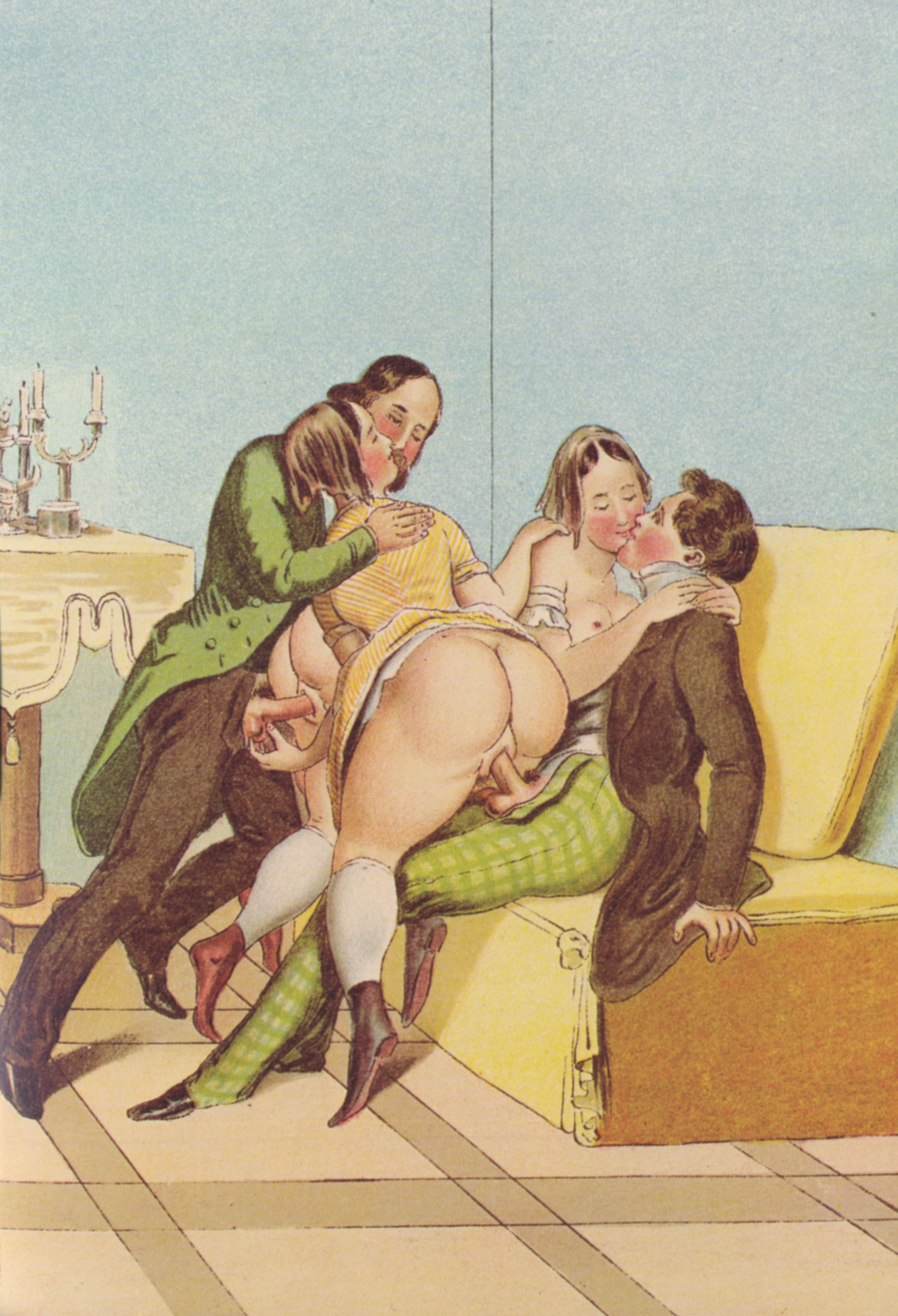
دو زوج در سکس چهار نفره. نقاشی اثر پیتر فندی.

فورسام یا سکس چهار نفره (به انگلیسی: foursome) نوعی رابطه جنسی گروهی است که شامل چهار نفر شرکت‌کننده از هر ترکیب جنسیتی می‌باشد.

## انواع فورسام
سطح فعالیت جنسی در بین هر یک از  چهار عضو ممکن است بسیار متفاوت باشد.

### مبادله همسر
تبادل همسر عموماً بین دو زوج است که معمولاً زن‌وشوهر و دگرجنس‌خواه هستند، در این شکل از رابطه هر مرد همسر خود را با دیگری عوض کرده و با او رابطه جنسی برقرار می‌کند. در این عمل، عموماً بین افراد همجنس رابطه جنسی برقرار نمی‌شود.

### ضربدری نرم
ضربدری نرم شامل دو زوج می‌شود که یک نفر از هر طرف برقراری رابطه جنسی دو زوج دیگر را تماشاگری می‌کنند اما بینندگان با هم رابطه جنسی برقرار نمی‌کنند.

### گنگ بنگ
گنگ بنگ شامل سه نفر (یا بیشتر) است که با نفر چهارم به‌طور متوالی رابطه جنسی برقرار می‌کنند. مشارکت کنندگان عموماً مرد هستند که با یک زن رابطه جنسی برقرار می‌کنند، اما می‌تواند در بین همجنسگرایان، یا زنانی که با دیلدو بنددار با یک مرد مقاربت می‌کنند نیز دیده شود.

### آرایت سِیل
آرایت سِیل شامل رابطه جنسی از طریق واژن و مقعد یک زن توسط دو مرد بصورت همزمان است، در همین حین مرد سوم نیز بر روی زن قضیب‌لیسی را اجرا می‌کند.

### چهارتایی
کواد یا چهارتایی یک رابطه عاشقانه است که چهار نفر در آن حضور دارند. معمولاً برای توصیف رابطه عاشقانه بین دو زوج که در آن به شکل مربعی با هم رابطه دارند، مورد استفاده قرار می‌گیرد.

## نگارخانه

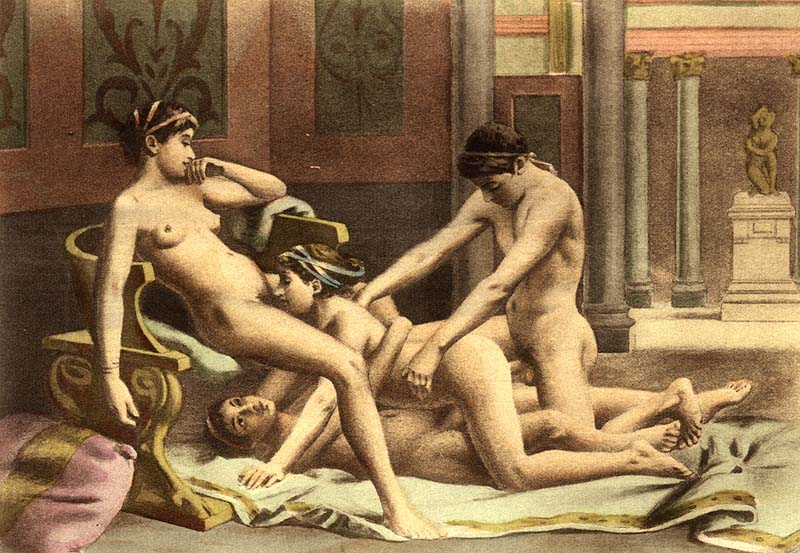
نقاشی Édouard-Henri Avril : دو زن و دو مرد چهار نفره.
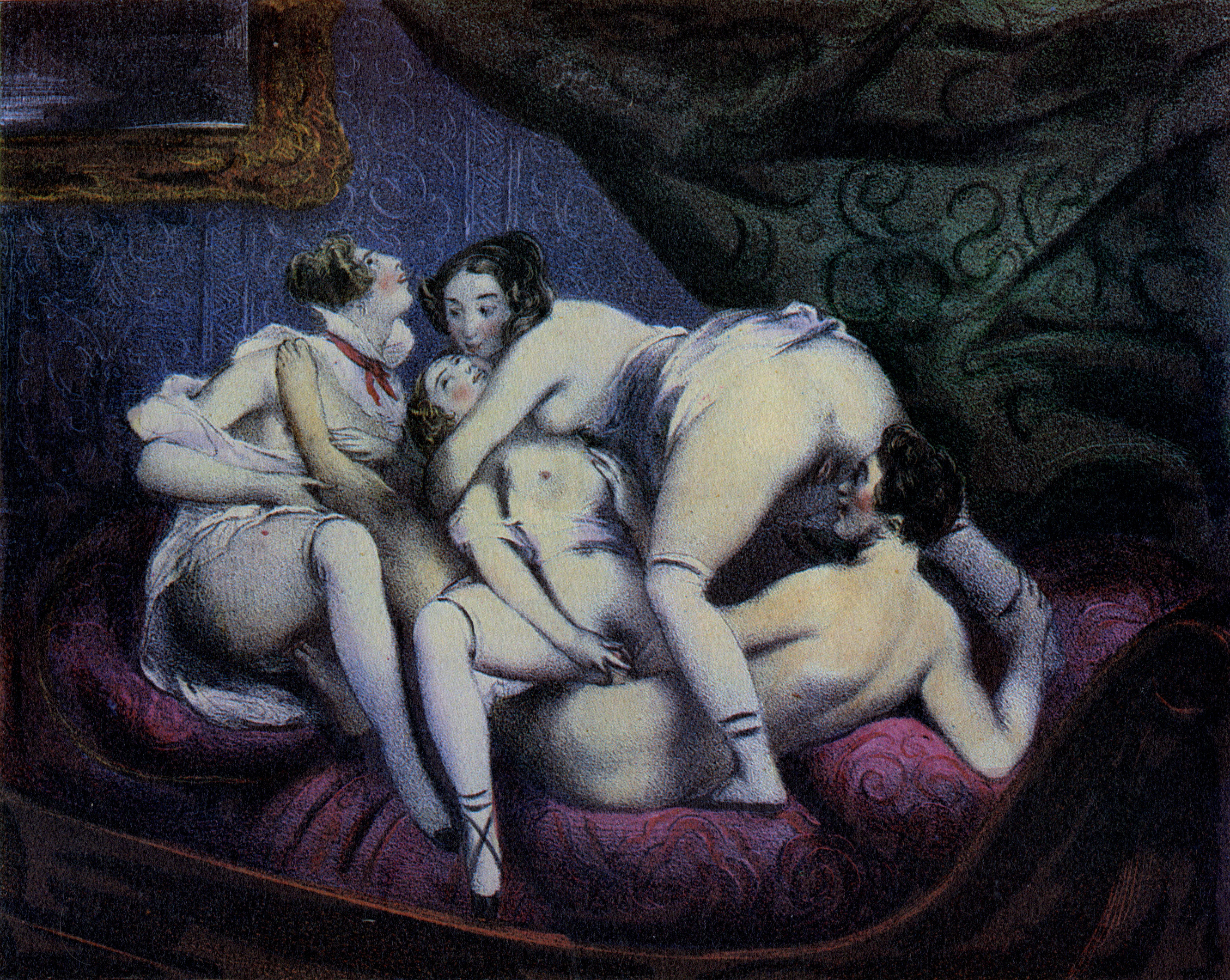
نقاشی آلفرد دو موست از سه زن و یک مرد چهار نفره.